# Celso Pucci
Pour les articles homonymes, voir Pucci (homonymie).
 (mai 2017).
Si vous disposez d'ouvrages ou d'articles de référence ou si vous connaissez des sites web de qualité traitant du thème abordé ici, merci de compléter l'article en donnant les références utiles à sa vérifiabilité et en les liant à la section « Notes et références ».
Celso Pucci, également connu sous le nom de Minho K (15 janvier 1960 - São Paulo, 16 mars 2002), est musicien, compositeur et journaliste de la scène musicale de São Paulo dans les années 1980.
Guitariste, il a participé à la formation des groupes Verminose, 3 Hombres, Fellini, Voluntários da pátria et N°2.
En tant que journaliste, il a collaboré à la revue Bizz et, jusqu'au moment de sa mort, au journal O Estado de S. Paulo.
Il est décédé d'un arrêt cardio-respiratoire, après avoir été soigné d'un cancer de la langue.